# Mimanuga violascens
Mimanuga violascens is een vlinder uit de familie van de Euteliidae. De wetenschappelijke naam van de soort is voor het eerst geldig gepubliceerd in 1943 door Mell.